# Francis Loomis (Politiker, 1812)
Francis B. Loomis (geboren 1812 in New London, Connecticut – gestorben 1892 ebenda) war ein US-amerikanischer Politiker und Bankier. Von 1877 bis 1879 war er Vizegouverneur des Bundesstaates Connecticut.
Die Quellenlage über Francis Loomis ist sehr schlecht. Über seine Jugend und Schulausbildung ist nichts überliefert. Er lebte in New London und wurde politisch Mitglied der Demokratischen Partei. Im Jahr 1876 wurde er der Seite von Richard D. Hubbard zum Vizegouverneur des Staates Connecticut gewählt. Dieses Amt bekleidete er zwischen 1877 und 1879. Dabei war er Stellvertreter des Gouverneurs und Vorsitzender des Staatssenats. Außerdem war er Präsident der lokalen First National Bank. Er war seit 1836 mit Elizabeth M. Inghram verheiratet und hatte eine im Jahr 1839 geborene Tochter namens Betsey Ingham Loomis. Im gleichen Jahr 1839 starb seine Frau.